# Fannia conspecta
Fannia conspecta är en tvåvingeart som beskrevs av Hans-Georg Rudzinski 2003. Fannia conspecta ingår i släktet Fannia och familjen takdansflugor.
Artens utbredningsområde är Tyskland. Inga underarter finns listade i Catalogue of Life.